# María del Pilar Utrilla Miranda
María del Pilar Utrilla Miranda (Graus, Ribagorça, Aragó, 1951) és una historiadora i professora universitària aragonesa, especialitzada en prehistòria.
Després de formar-se en Història a la Universitat de Saragossa es decantà per l'especialitat de Prehistòria, llicenciant-se en 1973. Encara en el tercer curs, va passar a treballar en el grup de recerca que dirigia Ignacio Barandiarán Maestu. El mateix 1973 va guanyar la Beca March per estudiar a París a l'Institut de Paleontologia Humana i posteriorment una Beca d'Investigació en la Universitat de Saragossa. La seva formació com paleolitista es va forjar en el Centre de Paletnología estratigràfica d'Arudy, estudiant la tipologia analítica amb Georges Laplace i, més tard, a l'Institut del Quaternari de Bordeus, la tipologia lítica experimental amb François Bordes, gràcies a una Beca de el Govern francès.
Va exercir la docència a la Universitat de Saragossa, primer en el departament d'Història Antiga i més tard al de Prehistòria, passant per tots els llocs de l'escala docent. Amb 31 anys va guanyar per oposició la Càtedra de Prehistòria de la Universitat de La Laguna i el 1986 la de Saragossa. La seva activitat investigadora està recollida en diversos llibres, articles, tesis doctorals dirigides, i projectes subvencionats pel Ministeri d'Educació i Ciència.
En l'apartat institucional pot assenyalar-se el seu nomenament com a membre de Consell Assessor de Recerca (CONAI) del Govern d'Aragó en la seva etapa inicial (1985-1987), l'haver format part de la Comissió de Patrimoni Provincial de Saragossa durant diverses legislatures (1984-1987 i 1991-1998), a la Comissió d'Arqueologia de la DGA i al Comitè d'Art rupestre del Principat d'Astúries. Forma part del Consell Assessor de diverses revistes de prestigi, com Trabajos de Prehistoria publicada pel Consell Superior d'Investigacions Científiques (CSIC) a Madrid, la Revista de Prehistoria y Arqueología social de la Universitat de Cadis, Brocar de l'instituto de Estudios Riojanos o les aragoneses Caesaraugusta, Bolskan i Salduie.